# Administration territoriale de la Montérégie
Le palier supra-local de l'administration territoriale de la Montérégie regroupe 12 municipalités régionales de comté et un territoires équivalents.
Le palier local est constitué de 148 municipalités locales et 2 réserves indiennes pour un total de 150 municipalités. Il n'y a pas de territoire non organisé en Montérégie.

## Palier supra-local
| Nom                         | Chef-lieu                | Population 2021 | Superficie terrestre km2 | Densité hab./km2 |
| --------------------------- | ------------------------ | --------------- | ------------------------ | ---------------- |
| Acton                       | Acton Vale               | 15 654          | 579,80                   | 27               |
| Beauharnois-Salaberry       | Beauharnois              | 68 322          | 471,26                   | 144,98           |
| La Vallée-du-Richelieu      | McMasterville            | 131 803         | 588,60                   | 217,68           |
| Le Haut-Richelieu           | Saint-Jean-sur-Richelieu | 121 277         | 936,02                   | 121,31           |
| Le Haut-Saint-Laurent       | Huntingdon               | 22 213          | 19,1                     | 17,88            |
| Les Jardins-de-Napierville  | Saint-Michel             | 24 404          | 34,7                     | 30,39            |
| Les Maskoutains             | Saint-Hyacinthe          | 89 432          | 1 302,90                 | 68,07            |
| Agglomération de Longueuil* | Longueuil                | 436 785         | 282,21                   | 1 547,73         |
| Marguerite-D'Youville       | Sainte-Julie             | 80 313          | 346,04                   | 197,86           |
| Pierre-De Saurel            | Sorel-Tracy              | 51 843          | 597,55                   | 81,13            |
| Roussillon                  | Saint-Constant           | 185 568         | 423,82                   | 459,78           |
| Rouville                    | Marieville               | 37 889          | 483,12                   | 77,31            |
| Vaudreuil-Soulanges         | Vaudreuil-Dorion         | 162 600         | 855,56                   | 159,46           |
| Région                      | Région                   | 1,5 M           | 11 132,34                | 170,79           |

Il existe une Table de concertation régionale de la Montérégie (TCRM) qui réunit les treize élus(es) représentant les municipalités régionales de comté (MRC) et l’agglomération de Longueuil (territoire équivalent).

## Palier Local

### Municipalités locales
| Nom                           | Désignation              | Superficie km2 | Population 2021 | MRC                        | Code géographique |
| ----------------------------- | ------------------------ | -------------- | --------------- | -------------------------- | ----------------- |
| Acton Vale                    | Ville                    | 91,2           | 7 605           | Acton                      | 2448028           |
| Ange-Gardien                  | Municipalité             | 90,5           | 2 889           | Rouville                   | 2455008           |
| Beauharnois                   | Ville                    | 83,7           | 13 638          | Beauharnois-Salaberry      | 2470022           |
| Belœil                        | Ville                    | 25,5           | 24 104          | La Vallée-du-Richelieu     | 2457040           |
| Béthanie                      | Municipalité             | 47             | 350             | Acton                      | 2448005           |
| Boucherville                  | Ville                    | 81,1           | 41 743          | agglomération de Longueuil | 2458033           |
| Brossard                      | Ville                    | 52,2           | 91 525          | agglomération de Longueuil | 2458007           |
| Calixa-Lavallée               | Municipalité             | 32,8           | 509             | Marguerite-D'Youville      | 2459030           |
| Candiac                       | Ville                    | 18,7           | 22 997          | Roussillon                 | 2467020           |
| Carignan                      | Ville                    | 65,2           | 11 740          | La Vallée-du-Richelieu     | 2457010           |
| Chambly                       | Ville                    | 27,6           | 31 444          | La Vallée-du-Richelieu     | 2457005           |
| Châteauguay                   | Ville                    | 35,95          | 50 815          | Roussillon                 | 2467050           |
| Clarenceville                 | Municipalité             | 81,7           | 1 154           | Le Haut-Richelieu          | 2456010           |
| Contrecœur                    | Ville                    | 87,6           | 9 480           | Marguerite-D'Youville      | 2459035           |
| Coteau-du-Lac                 | Ville                    | 57,2           | 7 473           | Vaudreuil-Soulanges        | 2471040           |
| Delson                        | Ville                    | 7,7            | 8 328           | Roussillon                 | 2467025           |
| Dundee                        | Municipalité de canton   | 84,4           | 386             | Le Haut-Saint-Laurent      | 2469075           |
| Elgin                         | Municipalité             | 69,8           | 389             | Le Haut-Saint-Laurent      | 2469050           |
| Franklin                      | Municipalité             | 113,2          | 1 635           | Le Haut-Saint-Laurent      | 2469010           |
| Godmanchester                 | Municipalité de canton   | 139,2          | 1 403           | Le Haut-Saint-Laurent      | 2469060           |
| Havelock                      | Municipalité de canton   | 89,4           | 756             | Le Haut-Saint-Laurent      | 2469005           |
| Hemmingford                   | Municipalité de canton   | 158,1          | 1 995           | Les Jardins-de-Napierville | 2468015           |
| Hemmingford                   | Municipalité de village  | 0,91           | 829             | Les Jardins-de-Napierville | 2468010           |
| Henryville                    | Municipalité             | 69,6           | 1 497           | Le Haut-Richelieu          | 2456042           |
| Hinchinbrooke                 | Municipalité             | 150,2          | 2 187           | Le Haut-Saint-Laurent      | 2469045           |
| Howick                        | Municipalité             | 1              | 850             | Le Haut-Saint-Laurent      | 2469025           |
| Hudson                        | Ville                    | 36,5           | 5 411           | Vaudreuil-Soulanges        | 2471100           |
| Huntingdon                    | Ville                    | 2,8            | 2 556           | Le Haut-Saint-Laurent      | 2469055           |
| L'Île-Cadieux                 | Ville                    | 0,59           | 120             | Vaudreuil-Soulanges        | 2471095           |
| L'Île-Perrot                  | Ville                    | 5,5            | 11 638          | Vaudreuil-Soulanges        | 2471060           |
| La Prairie                    | Ville                    | 54,8           | 26 406          | Roussillon                 | 2467015           |
| La Présentation               | Municipalité             | 94,8           | 2 638           | Les Maskoutains            | 2454035           |
| Lacolle                       | Municipalité             | 53,5           | 2 708           | Le Haut-Richelieu          | 2456023           |
| Léry                          | Ville                    | 10,2           | 2 390           | Roussillon                 | 2467055           |
| Les Cèdres                    | Municipalité             | 88,5           | 7 184           | Vaudreuil-Soulanges        | 2471050           |
| Les Coteaux                   | Municipalité             | 14,5           | 5 643           | Vaudreuil-Soulanges        | 2471033           |
| Longueuil                     | Ville                    | 122,9          | 254 483         | agglomération de Longueuil | 2458227           |
| Marieville                    | Ville                    | 62,9           | 11 332          | Rouville                   | 2455048           |
| Massueville                   | Municipalité de village  | 1,3            | 547             | Pierre-De Saurel           | 2453010           |
| McMasterville                 | Municipalité             | 3,4            | 5 936           | La Vallée-du-Richelieu     | 2457025           |
| Mercier                       | Ville                    | 46,6           | 14 626          | Roussillon                 | 2467045           |
| Mont-Saint-Grégoire           | Municipalité             | 81,4           | 3 136           | Le Haut-Richelieu          | 2456097           |
| Mont-Saint-Hilaire            | Ville                    | 45,5           | 18 859          | La Vallée-du-Richelieu     | 2457035           |
| Napierville                   | Municipalité             | 4,5            | 4 020           | Les Jardins-de-Napierville | 2468030           |
| Notre-Dame-de-l'Île-Perrot    | Ville                    | 65,6           | 11 427          | Vaudreuil-Soulanges        | 2471065           |
| Noyan                         | Municipalité             | 50             | 1 418           | Le Haut-Richelieu          | 2456015           |
| Ormstown                      | Municipalité             | 144,5          | 3 917           | Le Haut-Saint-Laurent      | 2469037           |
| Otterburn Park                | Ville                    | 5,7            | 8 479           | La Vallée-du-Richelieu     | 2457030           |
| Pincourt                      | Ville                    | 7,11           | 14 751          | Vaudreuil-Soulanges        | 2471070           |
| Pointe-des-Cascades           | Municipalité de village  | 2,68           | 1 775           | Vaudreuil-Soulanges        | 2471055           |
| Pointe-Fortune                | Municipalité de village  | 9,6            | 582             | Vaudreuil-Soulanges        | 2471140           |
| Richelieu                     | Ville                    | 32,5           | 5 742           | Rouville                   | 2455057           |
| Rigaud                        | Ville                    | 114            | 7 854           | Vaudreuil-Soulanges        | 2471133           |
| Rivière-Beaudette             | Municipalité             | 25,21          | 2 489           | Vaudreuil-Soulanges        | 2471005           |
| Rougemont                     | Municipalité             | 44,5           | 2 696           | Rouville                   | 2455037           |
| Roxton                        | Municipalité de canton   | 150,1          | 1 115           | Acton                      | 2448015           |
| Roxton Falls                  | Municipalité de village  | 5,1            | 1 322           | Acton                      | 2448010           |
| Saint-Aimé                    | Municipalité             | 62,4           | 405             | Pierre-De Saurel           | 2453015           |
| Saint-Alexandre               | Municipalité             | 76,3           | 2 678           | Le Haut-Richelieu          | 2456055           |
| Saint-Amable                  | Ville                    | 37             | 13 322          | Marguerite-D'Youville      | 2459015           |
| Saint-Anicet                  | Municipalité             | 135,33         | 2 754           | Le Haut-Saint-Laurent      | 2469070           |
| Saint-Antoine-sur-Richelieu   | Municipalité             | 67,9           | 1 738           | La Vallée-du-Richelieu     | 2457075           |
| Saint-Barnabé-Sud             | Municipalité             | 58,1           | 962             | Les Maskoutains            | 2454105           |
| Saint-Basile-le-Grand         | Ville                    | 36,9           | 17 053          | La Vallée-du-Richelieu     | 2457020           |
| Saint-Bernard-de-Lacolle      | Municipalité             | 113,9          | 1 542           | Les Jardins-de-Napierville | 2468005           |
| Saint-Bernard-de-Michaudville | Municipalité             | 65,9           | 616             | Les Maskoutains            | 2454115           |
| Saint-Blaise-sur-Richelieu    | Municipalité             | 72,3           | 2 092           | Le Haut-Richelieu          | 2456065           |
| Saint-Bruno-de-Montarville    | Ville                    | 43,3           | 26 273          | agglomération de Longueuil | 2458037           |
| Saint-Césaire                 | Ville                    | 83,2           | 5 972           | Rouville                   | 2455023           |
| Saint-Charles-sur-Richelieu   | Municipalité             | 66,6           | 1 735           | La Vallée-du-Richelieu     | 2457057           |
| Saint-Chrysostome             | Municipalité             | 100,8          | 2 582           | Le Haut-Saint-Laurent      | 2469017           |
| Saint-Clet                    | Municipalité             | 39,2           | 1 700           | Vaudreuil-Soulanges        | 2471045           |
| Saint-Constant                | Ville                    | 57,3           | 29 954          | Roussillon                 | 2467035           |
| Saint-Cyprien-de-Napierville  | Municipalité             | 98,3           | 1 735           | Les Jardins-de-Napierville | 2468035           |
| Saint-Damase                  | Municipalité             | 80,9           | 2 447           | Les Maskoutains            | 2454017           |
| Saint-David                   | Municipalité             | 92,7           | 872             | Pierre-De Saurel           | 2453005           |
| Saint-Denis-sur-Richelieu     | Municipalité             | 86,4           | 2 339           | La Vallée-du-Richelieu     | 2457068           |
| Saint-Dominique               | Municipalité             | 71,1           | 2 741           | Les Maskoutains            | 2454060           |
| Saint-Édouard                 | Municipalité             | 52,7           | 1 365           | Les Jardins-de-Napierville | 2468045           |
| Saint-Étienne-de-Beauharnois  | Municipalité             | 41,6           | 1 099           | Beauharnois-Salaberry      | 2470030           |
| Saint-Gérard-Majella          | Municipalité de paroisse | 38,2           | 240             | Pierre-De Saurel           | 2453085           |
| Saint-Hugues                  | Municipalité             | 85,9           | 1 340           | Les Maskoutains            | 2454100           |
| Saint-Hyacinthe               | Ville                    | 191,6          | 57 239          | Les Maskoutains            | 2454048           |
| Saint-Isidore                 | Municipalité de paroisse | 52,2           | 2 769           | Roussillon                 | 2467040           |
| Saint-Jacques-le-Mineur       | Municipalité             | 67,9           | 1 766           | Les Jardins-de-Napierville | 2468040           |
| Saint-Jean-Baptiste           | Municipalité             | 73             | 3 179           | La Vallée-du-Richelieu     | 2457033           |
| Saint-Jean-sur-Richelieu      | Ville                    | 234,2          | 97 873          | Le Haut-Richelieu          | 2456083           |
| Saint-Joseph-de-Sorel         | Ville                    | 3,4            | 1 581           | Pierre-De Saurel           | 2453050           |
| Saint-Jude                    | Municipalité             | 77,9           | 1 326           | Les Maskoutains            | 2454110           |
| Saint-Lambert                 | Ville                    | 10,1           | 22 761          | agglomération de Longueuil | 2458012           |
| Saint-Lazare                  | Ville                    | 67,5           | 22 354          | Vaudreuil-Soulanges        | 2471105           |
| Saint-Liboire                 | Municipalité             | 75,2           | 3 036           | Les Maskoutains            | 2454072           |
| Saint-Louis                   | Municipalité             | 48,4           | 740             | Les Maskoutains            | 2454120           |
| Saint-Louis-de-Gonzague       | Municipalité de paroisse | 91,4           | 1 950           | Beauharnois-Salaberry      | 2470035           |
| Saint-Marc-sur-Richelieu      | Municipalité             | 62,4           | 2 245           | La Vallée-du-Richelieu     | 2457050           |
| Saint-Marcel-de-Richelieu     | Municipalité             | 51,4           | 507             | Les Maskoutains            | 2454125           |
| Saint-Mathias-sur-Richelieu   | Municipalité             | 50,1           | 4 544           | Rouville                   | 2455065           |
| Saint-Mathieu                 | Municipalité             | 31,5           | 2 339           | Roussillon                 | 2467005           |
| Saint-Mathieu-de-Belœil       | Municipalité             | 39,4           | 2 952           | La Vallée-du-Richelieu     | 2457045           |
| Saint-Michel                  | Municipalité             | 60,3           | 3 521           | Les Jardins-de-Napierville | 2468050           |
| Saint-Nazaire-d'Acton         | Municipalité de paroisse | 58,2           | 880             | Acton                      | 2448050           |
| Saint-Ours                    | Ville                    | 61             | 1 723           | Pierre-De Saurel           | 2453032           |
| Saint-Patrice-de-Sherrington  | Municipalité             | 92,9           | 1 963           | Les Jardins-de-Napierville | 2468025           |
| Saint-Paul-d'Abbotsford       | Municipalité             | 80,2           | 2 886           | Rouville                   | 2455015           |
| Saint-Paul-de-l'Île-aux-Noix  | Municipalité             | 37,4           | 2 141           | Le Haut-Richelieu          | 2456035           |
| Saint-Philippe                | Ville                    | 62,1           | 7 597           | Roussillon                 | 2467010           |
| Saint-Pie                     | Ville                    | 108,6          | 5 847           | Les Maskoutains            | 2454008           |
| Saint-Polycarpe               | Municipalité             | 70,9           | 2 372           | Vaudreuil-Soulanges        | 2471020           |
| Saint-Rémi                    | Ville                    | 78,8           | 8 957           | Les Jardins-de-Napierville | 2468055           |
| Saint-Robert                  | Municipalité             | 64,6           | 1 813           | Pierre-De Saurel           | 2453020           |
| Saint-Roch-de-Richelieu       | Municipalité             | 36,7           | 2 573           | Pierre-De Saurel           | 2453040           |
| Saint-Sébastien               | Municipalité             | 64             | 692             | Le Haut-Richelieu          | 2456050           |
| Saint-Simon                   | Municipalité             | 69,9           | 1 386           | Les Maskoutains            | 2454090           |
| Saint-Stanislas-de-Kostka     | Municipalité             | 62,4           | 1 852           | Beauharnois-Salaberry      | 2470040           |
| Saint-Télesphore              | Municipalité             | 60,8           | 754             | Vaudreuil-Soulanges        | 2471015           |
| Saint-Théodore-d'Acton        | Municipalité             | 83,7           | 1 564           | Acton                      | 2448045           |
| Saint-Urbain-Premier          | Municipalité             | 53,8           | 1 332           | Beauharnois-Salaberry      | 2470005           |
| Saint-Valentin                | Municipalité             | 39,5           | 418             | Le Haut-Richelieu          | 2456030           |
| Saint-Valérien-de-Milton      | Municipalité             | 107,7          | 1 767           | Les Maskoutains            | 2454065           |
| Saint-Zotique                 | Municipalité             | 50,3           | 9 618           | Vaudreuil-Soulanges        | 2471025           |
| Sainte-Angèle-de-Monnoir      | Municipalité             | 45,1           | 1 828           | Rouville                   | 2455030           |
| Sainte-Anne-de-Sabrevois      | Municipalité de paroisse | 48,6           | 2 143           | Le Haut-Richelieu          | 2456060           |
| Sainte-Anne-de-Sorel          | Municipalité             | 59,1           | 2 731           | Pierre-De Saurel           | 2453065           |
| Sainte-Barbe                  | Municipalité             | 67,5           | 1 609           | Le Haut-Saint-Laurent      | 2469065           |
| Sainte-Brigide-d'Iberville    | Municipalité             | 70,9           | 1 428           | Le Haut-Richelieu          | 2456105           |
| Sainte-Catherine              | Ville                    | 16             | 17 347          | Roussillon                 | 2467030           |
| Sainte-Christine              | Municipalité de paroisse | 91,8           | 772             | Acton                      | 2448020           |
| Sainte-Clotilde               | Municipalité             | 78,8           | 2 646           | Les Jardins-de-Napierville | 2468020           |
| Sainte-Hélène-de-Bagot        | Municipalité             | 71,4           | 1 696           | Les Maskoutains            | 2454095           |
| Sainte-Julie                  | Ville                    | 48,9           | 30 045          | Marguerite-D'Youville      | 2459010           |
| Sainte-Justine-de-Newton      | Municipalité             | 85,1           | 947             | Vaudreuil-Soulanges        | 2471115           |
| Sainte-Madeleine              | Municipalité de village  | 5,3            | 2 268           | Les Maskoutains            | 2454025           |
| Sainte-Marie-Madeleine        | Municipalité de paroisse | 49,8           | 2 876           | Les Maskoutains            | 2454030           |
| Sainte-Marthe                 | Municipalité             | 79,73          | 1 014           | Vaudreuil-Soulanges        | 2471110           |
| Sainte-Martine                | Municipalité             | 64,7           | 5 664           | Beauharnois-Salaberry      | 2470012           |
| Sainte-Victoire-de-Sorel      | Municipalité             | 76,3           | 2 457           | Pierre-De Saurel           | 2453025           |
| Salaberry-de-Valleyfield      | Ville                    | 125,5          | 42 787          | Beauharnois-Salaberry      | 2470052           |
| Sorel-Tracy                   | Ville                    | 66,7           | 35 165          | Pierre-De Saurel           | 2453052           |
| Terrasse-Vaudreuil            | Municipalité             | 1,06           | 1 887           | Vaudreuil-Soulanges        | 2471075           |
| Très-Saint-Rédempteur         | Municipalité             | 26,3           | 978             | Vaudreuil-Soulanges        | 2471125           |
| Très-Saint-Sacrement          | Municipalité de paroisse | 97,53          | 1 189           | Le Haut-Saint-Laurent      | 2469030           |
| Upton                         | Municipalité             | 55,9           | 2 046           | Acton                      | 2448038           |
| Varennes                      | Ville                    | 114,4          | 21 198          | Marguerite-D'Youville      | 2459020           |
| Vaudreuil-Dorion              | Ville                    | 92,57          | 43 268          | Vaudreuil-Soulanges        | 2471083           |
| Vaudreuil-sur-le-Lac          | Municipalité de village  | 2,8            | 1 361           | Vaudreuil-Soulanges        | 2471090           |
| Venise-en-Québec              | Municipalité             | 20,3           | 1 899           | Le Haut-Richelieu          | 2456005           |
| Verchères                     | Municipalité             | 85,2           | 5 759           | Marguerite-D'Youville      | 2459025           |
| Yamaska                       | Municipalité             | 76,6           | 1 736           | Pierre-De Saurel           | 2453072           |
| Total                         |                          | 8 824          | 1 357 561       |                            |                   |

### Réserves indiennes
| Nom       | Superficie km2 | Population 2020 | MRC                   | Code géographique |
| --------- | -------------- | --------------- | --------------------- | ----------------- |
| Akwesasne | 3 646,8        | 2 381           | Le Haut-Saint-Laurent | 2469802           |
| Kahnawake | 47,4           | 10 178          | Roussillon            | 2467802           |